# Bertel Haarder

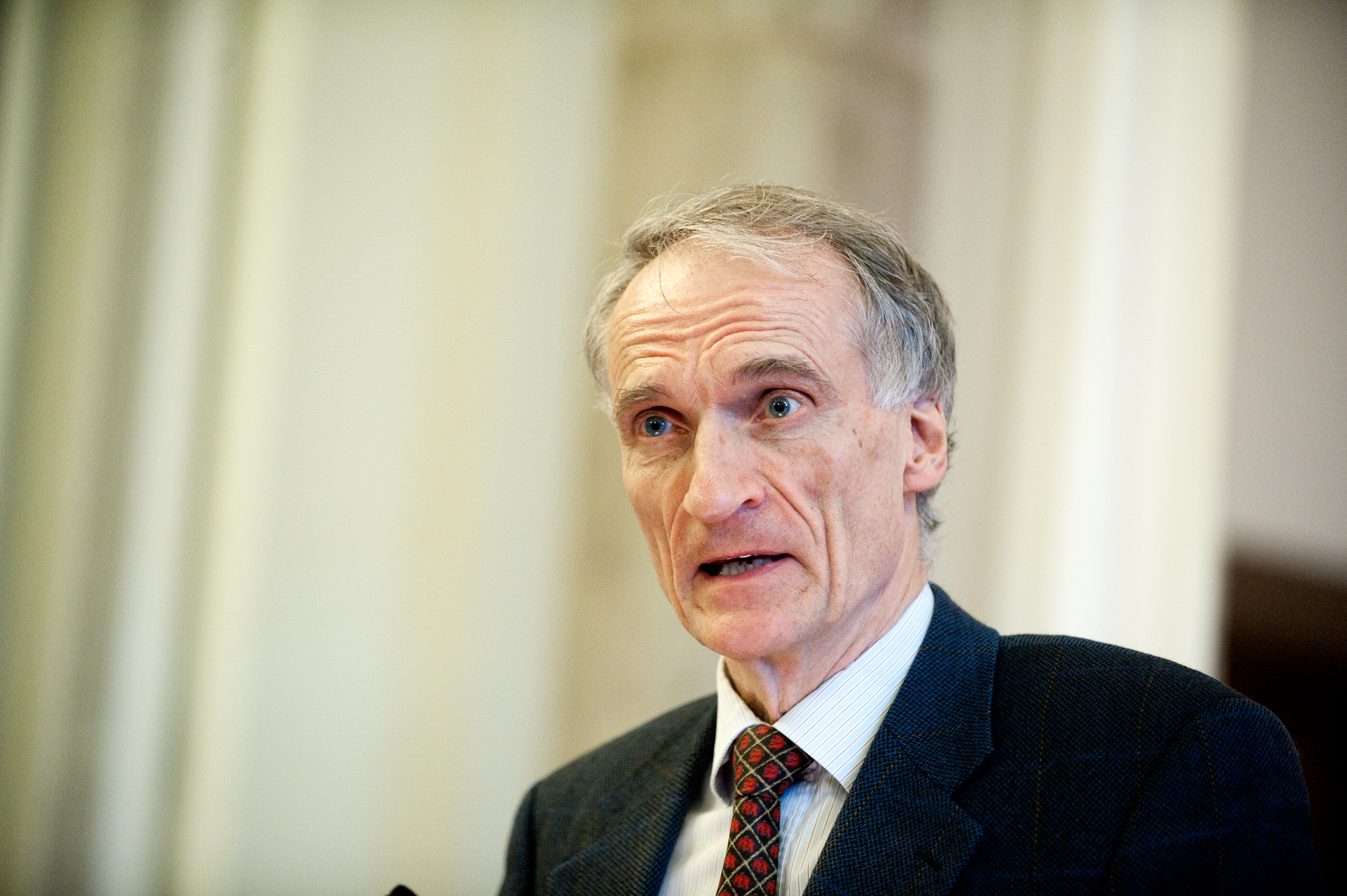
Bertel Geismar Haarder

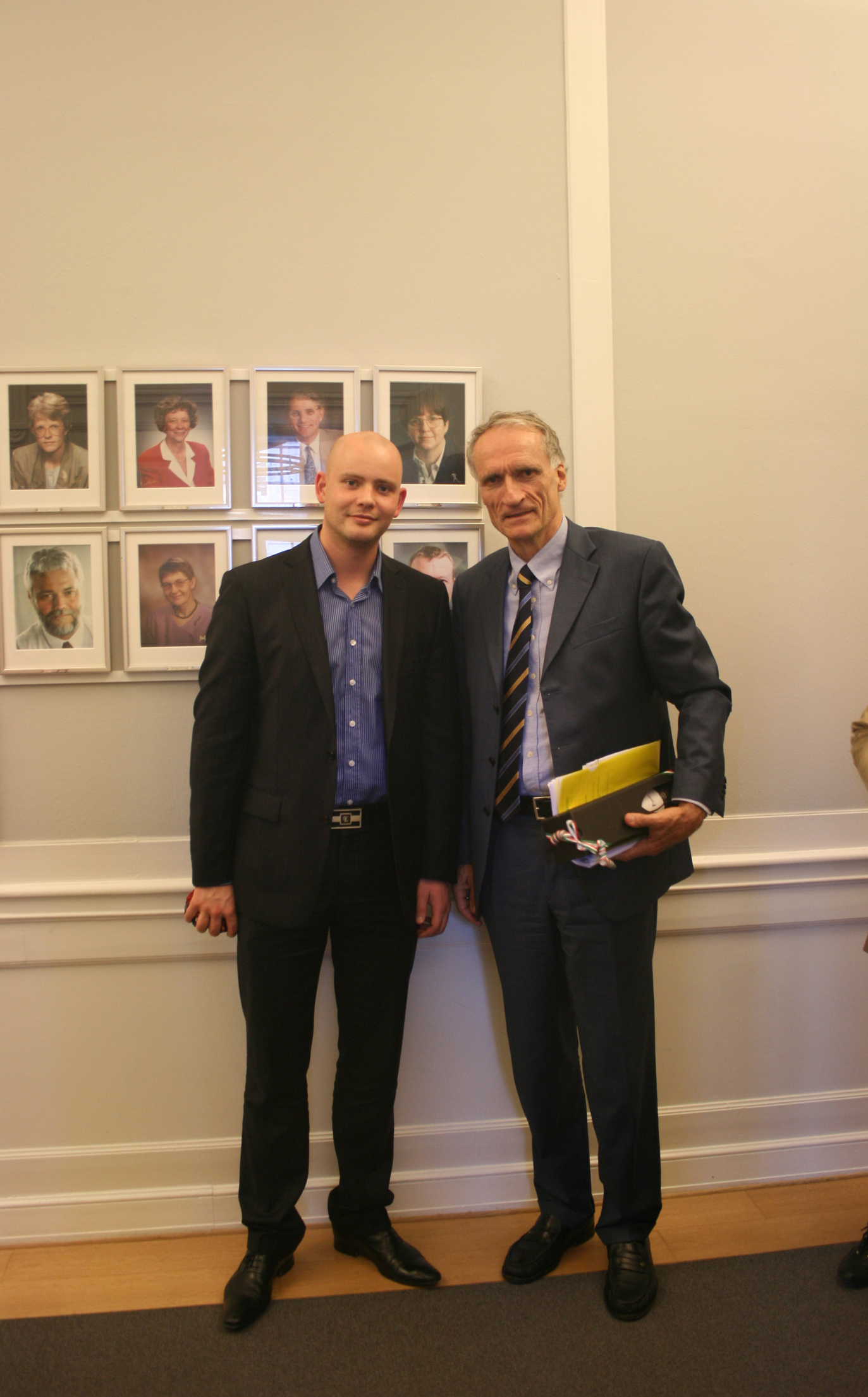
Jakob Engel Schmidt en Bertel Haarder op het ministerie van Binnenlandse zaken en Volksgezondheid.

Bertel Geismar Haarder (Rønshoved nabij Flensborg Fjord, 7 september 1944) is Deens politicus van Venstre. Hij is lid van het Folketing en Minister van Binnenlandse zaken en Volksgezondheid. Tot 2010 was hij ook minister van Onderwijs (2005-2010). Hij was ook minister voor Noordse Samenwerking (2007-2010).
Bertel Haarder is Commandant der Eerste klasse van de Orde van de Dannebrog en is van de eerste klasse de nummer vier in de lijn van opvolging.
Hij vierde in 2011 zijn 20-jarig jubileum als minister. Daarmee is hij de op een na langst zittende minister sinds de huidige staatsvorm in 1901 werd ingevoerd.

## Politieke carrière
- Minister van Onderwijs (10 september 1982 - 10 september 1987)
- Minister van Onderwijs en Wetenschappelijk onderzoek (10 september 1987 - 25 januari 1993)
- lid van een coördinatiecommissie van de regering in de periode 1987 - 1993
- Minister voor vluchtelingen, immigranten en integratie (27 november 2001 - 18 februari 2005)
- Minister zonder portefeuille (Europarlementariër) (27 november 2001 - 2002)
- Minister van ontwikkeling (2004 - 18 februari 2005)
- Minister van Onderwijs en van Kerkelijke Zaken (18 februari 2005 - 23 november 2007)
- Minister van Onderwijs en Minister voor Noordse Samenwerking (23 november 2007 - 23 februari 2010)
- Minister van Binnenlandse zaken en Minister van Volksgezondheid (23 februari 2010 - 3 oktober 2011)
- Minister van Cultuur en Minister van Kerkelijke Zaken (sinds 20 juni 2015)

## Auteur
Auteur van verscheidene kronieken en maatschappijkritische boeken.
- Statskollektivisme og Spildproduktion, 1973. (Staatscollectivisme en verspillingsproductie)
- Institutionernes Tyranni, 1974. (Tirannie van instituten)
- Den organiserede arbejdsløshed, 1975. (De georganiseerde werkloosheid)
- Danskerne år 2002, 1977. (Denen in het jaar 2002)
- Midt i en klynketid, 1980. (Midden in de jammertijd)

Medeauteur van:
- Venstres principprogram 1979. (Beginselprogramma van de Deense partij Venstre)
- Kampen om gymnasiet, 1982. (Strijd om het gymnasium)
- Ny-liberalismen - og dens rødder, 1982. (Nieuw-Liberalisme - en haar wortels)
- Mulighedernes samfund, 1985. (Samenlevingsmogelijkheden)

En verder:
- Grænser for Politik, 1990. (Politieke grenzen)
- Slip Friheden Løs, 1990. (Laat de vrijheid los)
- Lille land, hvad nu?, 1994. (Klein land, wat nu?)
- Den bløde kynisme, 1997. (Het slappe cynisme)
- Venstres EU-programma 2001. (Het EU-programma van Venstre)

- Bibliothèque nationale de France: cb125580290 (data)
- Gemeinsame Normdatei: 131730223
- International Standard Name Identifier: 0000 0000 7834 5421
- Library of Congress Control Number: n83222549
- LIBRIS: 242695
- Système universitaire de documentation: 034873600
- Virtual International Authority File: 23279753
- WorldCat: E39PBJxx9h9QxGkvFdrH8BmDbd